# Roosevelt Sykes
Roosevelt Sykes, também conhecido como "The Honeydripper" (Elmar, Arkansas, 31 de janeiro de 1906 — 17 de julho de 1983), foi um músico de blues norte-americano. Foi um pianista de sucesso e prolífico bluesman, cujo estrondoso e divertido boogie-woogie foi muito influente.

## Carreira
Nascido em Elmar, Arkansas, Sykes cresceu perto de Helena, mas aos 15 anos, entrou na estrada a tocou piano com um estilo de blues dançante. Como muitos bluesmen de sua época, ele viajava para tocar para plateias masculinas, ao longo do rio Mississippi, reunindo um repertório de matéria-prima, sexualmente explícita. Suas andanças, eventualmente, levaram-no para St. Louis, Missouri, onde conheceu St. Louis Jimmy Oden.
Em 1929, foi descoberto por um caçador de talentos e enviado para Nova Iorque para gravar para Okeh Records. Seu primeiro lançamento foi "44' Blues", que se tornou um blues padrão e sua marca registrada. Ele rapidamente começou a gravar para vários rótulos sob vários nomes, incluindo 'Easy Papa Johnson', 'Dobby Bragg' e 'Willie Kelly'. Depois que ele e Oden se mudaram para Chicago, encontrou o seu primeiro período de fama quando ele assinou com a Decca Records, em 1934. Em 1943, ele assinou com a Bluebird Records e gravou com 'The Honeydrippers'.
Em Chicago, Sykes começou a exibir uma urbanidade crescente em sua letra-escrita, com um oito-bar blues e estrutura pop gospel em vez das tradicionais de blues de doze compassos. No entanto, apesar da crescente urbanidade de sua visão, ele tornou-se gradualmente menos competitivo no cenário musical pós-Segunda Guerra Mundial. Após seu contrato com a RCA Victor expirar, ele continuou a gravar para etiquetas menores, como United, até que suas oportunidades acabaram em meados da década de 1950.
Roosevelt deixou Chicago em 1954 para Nova Orleães como o blues elétrico estava assumindo os clubes de Chicago Blues. Quando ele voltou para a gravação na década de 1960 era para rótulos como Delmark, Bluesville, Storyville e Folkways que foram documentando rapidamente a história passada do blues. Ele viveu seus últimos anos em Nova Orleães, onde morreu de um ataque cardíaco em 17 de julho de 1983.

## Legado
Sykes teve uma longa carreira de eras pré-guerra e pós-guerra. Sua batida boogies de piano e letras picantes caracterizam suas contribuições para o blues. Ele foi responsável por canções influentes do gênero como "44 Blues", "Driving Wheel", e "Night Time Is the Right Time".
Ele foi introduzido no Blues Hall of Fame em 1999 e no Gennett Records Walk of Fame em 2011.

## Discografia selecionada
- The Honeydripper, Prestige/Bluesville 1960
- Piano Blues, Folkways Records 1966
- Blues Roots/Chicago - The 1930's, Folkways 1967
- The Country Blues Piano Ace 1929-1932, Yazoo L 1033 1972
- Feel Like Blowing My Horn, Delmark Records 1973
- Blues by Roosevelt "The Honeydripper" Sykes, Smithsonian Folkways 1995